# 萬邦航業
萬邦航業控股有限公司，是一間香港的航運公司，由曹華昌於1949年創立，1972年於香港上市。除了經營航運外，還經營房地產、食品加工等行業，在1989年，還申請新加坡交易所作第二上市。
而在2002年，本公司被以管理層方式私有化，成功退出香港和新加坡股市。

## 相關
- 曹文錦

## 外部連結
- 萬邦航業 （页面存档备份，存于）